# Ollague
Ollague är en kommun i Chile.   Den ligger i provinsen Provincia de El Loa och regionen Región de Antofagasta, i den norra delen av landet, 1 400 km norr om huvudstaden Santiago de Chile.
Trakten runt Ollague är ofruktbar med lite eller ingen växtlighet. Trakten runt Ollague är nära nog obefolkad, med mindre än två invånare per kvadratkilometer.